# Kanton Le Mans-Nord-Ouest
Kanton Le Mans-Nord-Ouest (fr. Canton du Mans-Nord-Ouest) je francouzský kanton v departementu Sarthe v regionu Pays de la Loire. Tvoří ho sedm obce.

## Obce kantonu
- Aigné
- La Bazoge
- La Chapelle-Saint-Aubin
- La Milesse
- Le Mans (severozápadní část)
- Saint-Saturnin
- Trangé